# Дизање тегова на Летњим олимпијским играма 1896.
На Олимпијским играма 1896. била су заступљене две дисциплине у дизању тегиова једноручно и дворучно дизање тегова. У обе дисциплине прва два места освојила су исти такмичари док су трећепласирани била два Грка. Такмичење је одржано 7. априла уз учешће 7 такмичара из пет земаља.
У дизању тегова са обе руке такмичари су имали исти резултат, а оцењивачки суд на чијем је челу био Принц Ђорђе је одлучио да је Јенсен имао бољи стил. Представници Велике Британије су поднели жалбу, али је раније донета одлука остала на снази и првак је остао Јенсен.

## Земље учеснице
- Данска (1)
- Немачко царство (1)
- Уједињено Краљевство (1)
- Грчка {2}
- Мађарска (1)

## Освајачи медаља
Ове медаље МОК је доделио ретроактивно. У време игара, победници су добијали сребрну медаљу и остала места нису добијали никакву награду.
| Дисциплина        |                                      | Резултат |                                      | Резултат |                               | Резултат |
| Једноручно детаљи | Лонстон Елиот · Уједињено Краљевство | 71       | Виго Јенсен · Данска                 | 57       | Александрос Николопулос Грчка | 57       |
| Дворучно детаљи   | Виго Јенсен · Данска                 | 111,5    | Лонстон Елиот · Уједињено Краљевство | 111,5    | Сотириос Версис Грчка         | 90,0     |

## Биланс медаља

### Биланс медаља
|    | Држава               |   |   |   |   |
| -- | -------------------- | - | - | - | - |
| 1. | Данска               | 1 | 1 | 0 | 2 |
| 2. | Уједињено Краљевство | 1 | 1 | 0 | 2 |
| 3. | Грчка                | 0 | 0 | 2 | 2 |
|    | Укупно (3)           | 2 | 2 | 2 | 6 |

Немачка и Мађарска нису освојиле ниједну медаљу.